# هجرس سكلاتيري
الهجرس السكلاتيري (الاسم العلمي:Cercopithecus sclateri) (بالإنجليزية: Sclater's Guenon)‏ هو نوع من الحيوانات يتبع جنس الهجرس من فصيلة سعادين العالم القديم.